# Génesis Rodríguez
Génesis Rodríguez (Miami, Florida, 1987. július 29. –) amerikai      színésznő.

## Élete és pályafutása
1987. július 29-én született Miamiban. Édesanyja Carolina Pérez, kubai modell. Édesapja José Luis Rodríguez, venezuelai színész és énekes. Féltestvére, Lilibeth Morillo szintén színésznő.
Karrierjét 2004-ben kezdte A szerelem foglyai című telenovellában. 2006-ban főszerepet játszott a Dame chocolate című sorozatban Carlos Ponce oldalán. 2008-ban a Doña Bárbara című telenovellában Marisela Barquerót játszotta Edith González és Christian Meier mellett.

## Filmográfia

### Film
| Év   | Magyar cím                              | Eredeti cím                          | Szerep                          | Magyar hang        |
| ---- | --------------------------------------- | ------------------------------------ | ------------------------------- | ------------------ |
| 2012 | Borotvaélen                             | Man on a Ledge                       | Angie                           | Kisfalvi Krisztina |
| 2012 | Latin macsó visszavág                   | Casa de mi Padre                     | Sonia                           | Erdős Borcsa       |
| 2012 | Várandósok – Az a bizonyos kilenc hónap | What to Expect When You're Expecting | Courtney                        |                    |
| 2013 | Erőnek erejével                         | The Last Stand                       | Ellen Richards FBI-ügynök       | Gáspár Kata        |
| 2013 | Személyiségtolvaj                       | Identity Thief                       | Marisol                         | Bánfalvi Eszter    |
| 2013 | Összeláncolva                           | Hours                                | Abigail                         | Pálmai Anna        |
| 2014 | Agyar                                   | Tusk                                 | Allison                         | Pálmai Anna        |
| 2014 | Hős6os                                  | Big Hero 6                           | Mézvirág (hangja)               | Zsigmond Tamara    |
| 2015 | Éjszakai hajsza                         | Run All Night                        | Gabriela Conlon                 | Bogdányi Titanilla |
| 2016 | Jógamánia                               | Yoga Hosers                          | Ms. Wicklund                    | Erdős Borcsa       |
| 2018 | Delirium                                | Delirium                             | Lynn                            | Kókai Tünde        |
| 2018 | A hűtő                                  | Icebox                               | Perla                           |                    |
| 2019 |                                         | Jake and Kyle Get Wedding Dates      | Gillian "Gilly" Westen (hangja) |                    |
| 2020 |                                         | Centigrade                           | Naomi                           |                    |
| 2024 |                                         | The 4:30 Movie                       | Usher                           |                    |

### Televízió
| Év        | Magyar cím                               | Eredeti cím                        | Szerep                                                   | Megjegyzések                                                           |
| --------- | ---------------------------------------- | ---------------------------------- | -------------------------------------------------------- | ---------------------------------------------------------------------- |
| 2004      | A szerelem foglyai                       | Prisionera                         | Guadalupe Santos fiatalon / Libertad Salvatierra Santos  | - főszereplő - magyar hangja:[forrás?] - Czető Zsanett - Laudon Andrea |
| 2007      |                                          | Dame chocolate                     | Rosita Amado / Violeta Hurtado                           | 150 epizód                                                             |
| 2008–2009 |                                          | Doña Bárbara                       | Marisela Barquero Guaimarán / Bárbara Guaimarán fiatalon | 190 epizód                                                             |
| 2010–2011 | Törtetők                                 | Entourage                          | Sarah                                                    | 3 epizód                                                               |
| 2017      | Időről időre                             | Time After Time                    | Jane Walker                                              | - főszereplő - magyar hangja: - Bogdányi Titanilla                     |
| 2017      | Elena, Avalor hercegnője                 | Elena of Avalor                    | Amalay (hangja)                                          | 1 epizód                                                               |
| 2017–2021 | Hős6os: A sorozat                        | Big Hero 6: The Series             | Mézvirág (hangja)                                        | főszereplő                                                             |
| 2018      | Esküdt ellenségek: Különleges ügyosztály | Law & Order: Special Victims Unit  | Lourdes Vega                                             | 1 epizód                                                               |
| 2018–2020 | She-Ra és a lázadó hercegnők             | She-Ra and the Princesses of Power | Perfuma (hangja)                                         | főszereplő                                                             |
| 2019      | A szabadulás                             | The Passage                        | Alicia                                                   | 1 epizód                                                               |
| 2020      |                                          | The Fugitive                       | Sloan nyomozó                                            | minisorozat főszereplője                                               |
| 2022      | Az Esernyő Akadémia                      | The Umbrella Academy               | Sloane Hargreeves / Ötös                                 | főszereplő (3. évad)                                                   |
| 2023      | Neon                                     | Neon                               | Isa                                                      | 3 epizód                                                               |
| 2024      | Lioness                                  | Lioness                            | Josephina Carrillo százados                              | főszereplő (2. évad)                                                   |

### Videóklipek
| Év   | Előadó        | Cím            |
| ---- | ------------- | -------------- |
| 2017 | Romeo Santos  | Héroe Favorito |
| 2024 | Blake Shelton | Texas          |

### Videójátékok
| Év   | Cím                | Szerep   |
| ---- | ------------------ | -------- |
| 2019 | Kingdom Hearts III | Mézvirág |